# Comunisme nacional
|  | No s'ha de confondre amb Nacional-bolxevisme. |

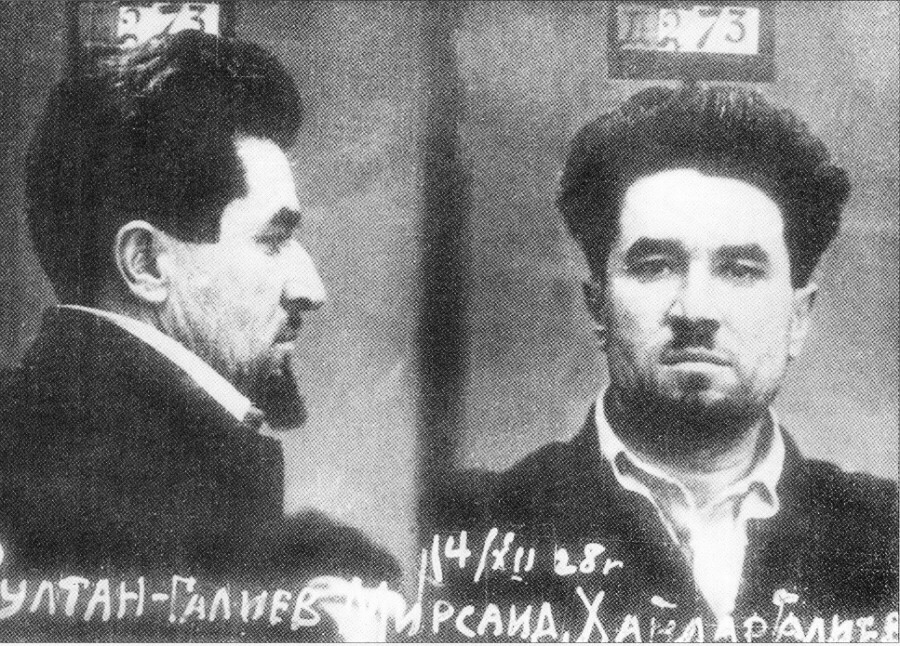
Mirsäyet Soltanğäliev, comunista nacional tàtar

A la Unió Soviètica el Comunisme nacional era una ideologia que combinava les idees de l'alliberament nacional i el comunisme a la dècada de 1920. El Comunisme nacional va aparèixer en les faccions d'esquerra dels moviments d'alliberament nacional que es van unir al Partit Comunista de la Unió Soviètica de 1919 a 1921, sobretot a Ucraïna i Tatarstan. Va ser decisiu en la introducció de la política de korenització.
El conflicte obert entre teòrics musulmans destacats com Mirsäyet Soltanğäliev i Lenin i Stalin va esclatar el 1919 al Segon Congrés de la Internacional Comunista sobre l'autonomia del Partit Comunista Musulmà, així com al Congrés dels Pobles de l'Orient i la Primera Conferència dels comunistes dels pobles turcs de la Rússia soviètica i significativament al Desè Congrés del Partit Bolxevic (abril de 1921). La crisi va donar lloc a la purga del Partit Comunista del Turkestan el desembre de 1922 i la detenció del sultà Galiev el 1923, el primer membre del Partit Bolxevic que va ser arrestat per Stalin, pels seus comentaris sobre les resolucions del 12è Congrés sobre concessions a no russos. Stalin es va indignar perquè Galiev rebutjava la seva juxtaposició de "xovinisme de gran poder" amb "nacionalisme local". La reacció al xovinisme de les grans potències, va explicar Galiev, no va ser "nacionalisme" i simplement va ser una reacció al xovinisme de les grans potències. Nou dies després, va ser detingut. Soltanğäliev, Turar Ryskulov, Nariman Narimanov i Ahmet Baytursunov van ser molt influents, especialment a través de la Universitat Comunista dels Treballadors de l'Est que es va obrir el 1921 i va ser molt activa fins que el seu personal va ser depurat el 1924. Comunistes de fora de la Unió Soviètica com Manabendra Nath Roy, Henk Sneevliet i Sultan Zade també hi van ensenyar, formulant posicions polítiques semblants. Entre els estudiants de la universitat hi havia Sen Katayama, Tan Malaka, Liu Shaoqi i Ho Chi Minh. La gran purga a les repúbliques musulmanes va començar l'any 1928 amb les execucions de Veli Ibrahimov del Partit Comunista Tàrtar i Milli Firka seguides pels líders de Hummet, el Partit Comunista Tàrtar i fins i tot la Unió Tàrtara dels Sense Déus, i va passar a l'Azerbaidjan, al Kazakhstan i als Joves Bukharians.
Aquest corrent va deixar d'existir a mitjans de la dècada de 1920. La majoria dels seus representants van ser reprimits a les dècades de 1920 i 1930. Als Països Catalans trobem el CADCI i el Bloc Obrer i Camperol com a organitzacions amb una ideologia nacionalcomunista.